# San Juan Ñumí
San Juan Ñumí là một đô thị thuộc bang Oaxaca, México. Năm 2005, dân số của đô thị này là 5796 người.